# Strada provinciale 78 Castelfranco-Monteveglio
La strada provinciale 78 Castelfranco-Monteveglio è una strada provinciale italiana della città metropolitana di Bologna suddivisa in due tronchi: SP 78/1 e SP 78/2.

## Percorso
Comincia a Monteveglio, con origine dalla strada provinciale 27 Valle del Samoggia. Procede verso nord, correndo fra il Samoggia, a destra, e le colline del Parco regionale dell'Abbazia di Monteveglio, a sinistra. Attraversata Formica, giunge a Bazzano, dove si immette nella ex strada statale 569 di Vignola: ha così termine il primo tronco. Dalla medesima strada, poco più ad ovest, ha inizio il secondo tronco, che termina a Magazzino (Savignano sul Panaro), al confine con la provincia di Modena. Da qui si può imboccare la "SP 14 di Castelfranco Emilia".